# Jaroslav Zavadil
Jaroslav Zavadil (* 12. dubna 1944 Praha) je český politik, bývalý předseda Českomoravské konfederace odborových svazů a v letech 2013 až 2017 poslanec Poslanecké sněmovny PČR, nestraník za Českou stranu sociálně demokratickou.

## Biografie
Je absolventem elektrotechnické průmyslové školy v Dobrušce, pracoval jako elektrotechnik v ČKD a ve Stavostroji Nové Město nad Metují. V letech 1994–1997 byl místopředsedou Odborového svazu KOVO, poté působil jako místopředseda Českomoravské konfederace odborových svazů a v dubnu 2010 byl zvolen jejím předsedou.
Mimo to byl v letech 1994–1997 členem dozorčí rady společnosti Stavostroj a.s. a v letech 1995–1999 členem dozorčí rady společnosti TOS Holice a.s. (v lednu až květnu 1996 Brousící stroje Holice, a.s. a od května téhož roku BSH Holice a.s.).
Ve volbách do Poslanecké sněmovny PČR v roce 2013 kandidoval v Hlavním městě Praze jako lídr České strany sociálně demokratické a byl zvolen. Dne 19. listopadu 2013 oznámil rezignaci na post předsedy ČMKOS, ta nabyla účinnosti 22. listopadu 2013. Ve volbách do Poslanecké sněmovny PČR v roce 2017 obhajoval svůj poslanecký mandát jako nestraník za ČSSD v Praze, ale neuspěl.